# East Brunswick
East Brunswick é uma Região censo-designada localizada no estado americano de Nova Jérsei, no Condado de Middlesex.

## Demografia
Segundo o censo americano de 2000, a sua população era de 46.756 habitantes.

## Geografia
De acordo com o United States Census Bureau tem uma área de
58,0 km², dos quais 56,9 km² cobertos por terra e 1,1 km² cobertos por água.

## Localidades na vizinhança
O diagrama seguinte representa as localidades num raio de 8 km ao redor de East Brunswick.